# Test Drive 2001
Test Drive 2001 est un jeu vidéo de course sorti en 2000 et fonctionne sur Game Boy Color. Le jeu a été développé par Xantera puis édité par Infogrames. Le jeu est une suite de Test Drive 6.

## Système de jeu
Le jeu possède 48 pistes de course et il y a 13 voitures de disponible.

## Réactions et critiques
Le site IGN a évalué le jeu 6 sur 10.